# Kalendarium historii Bośni i Hercegowiny

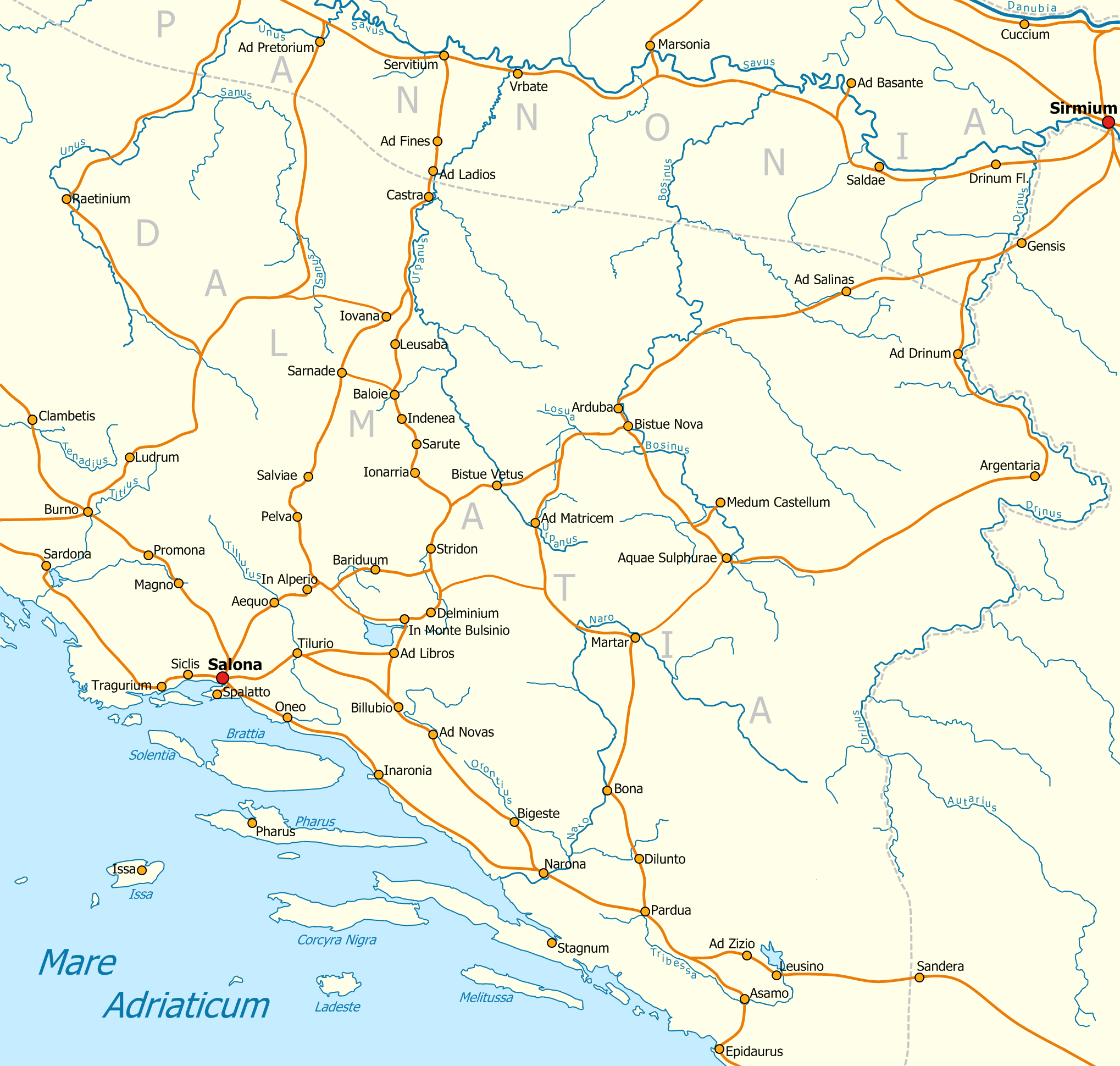
Bośnia w czasach rzymskich

Rozwój terytorialny państwa bośniackiego w średniowieczu

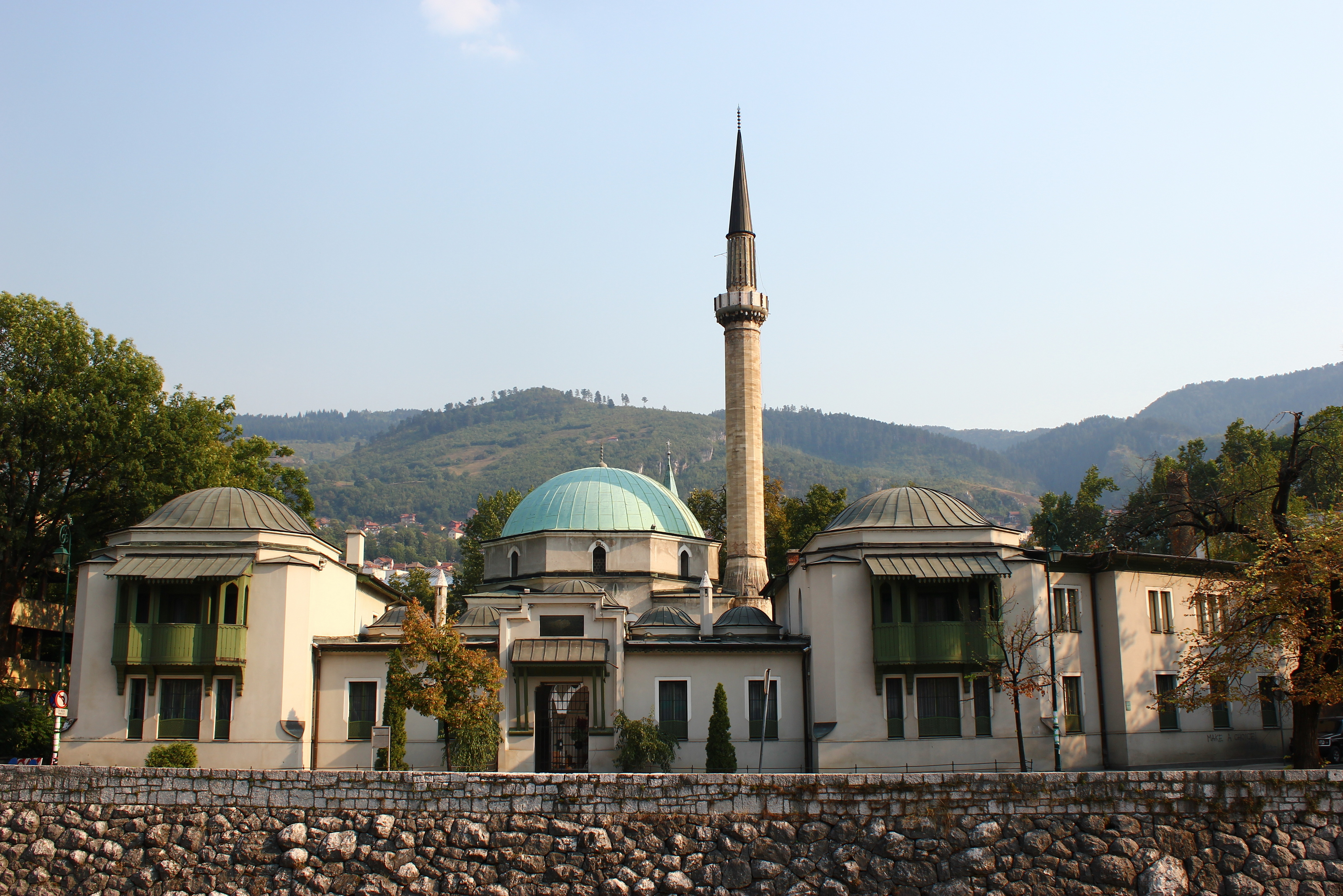
Meczet Cesarski w Sarajewie

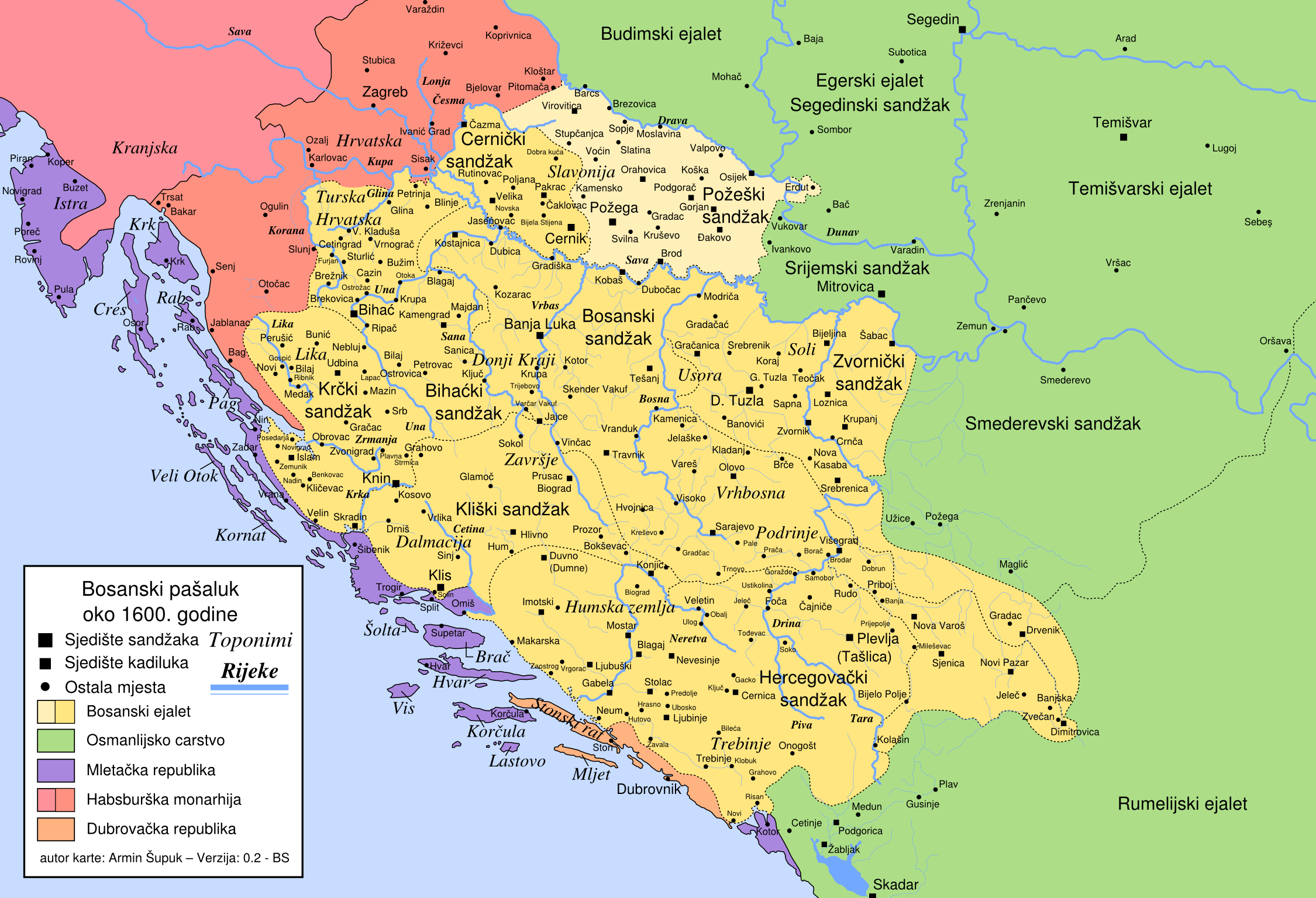
Ejalet Bośni ok. 1600 roku

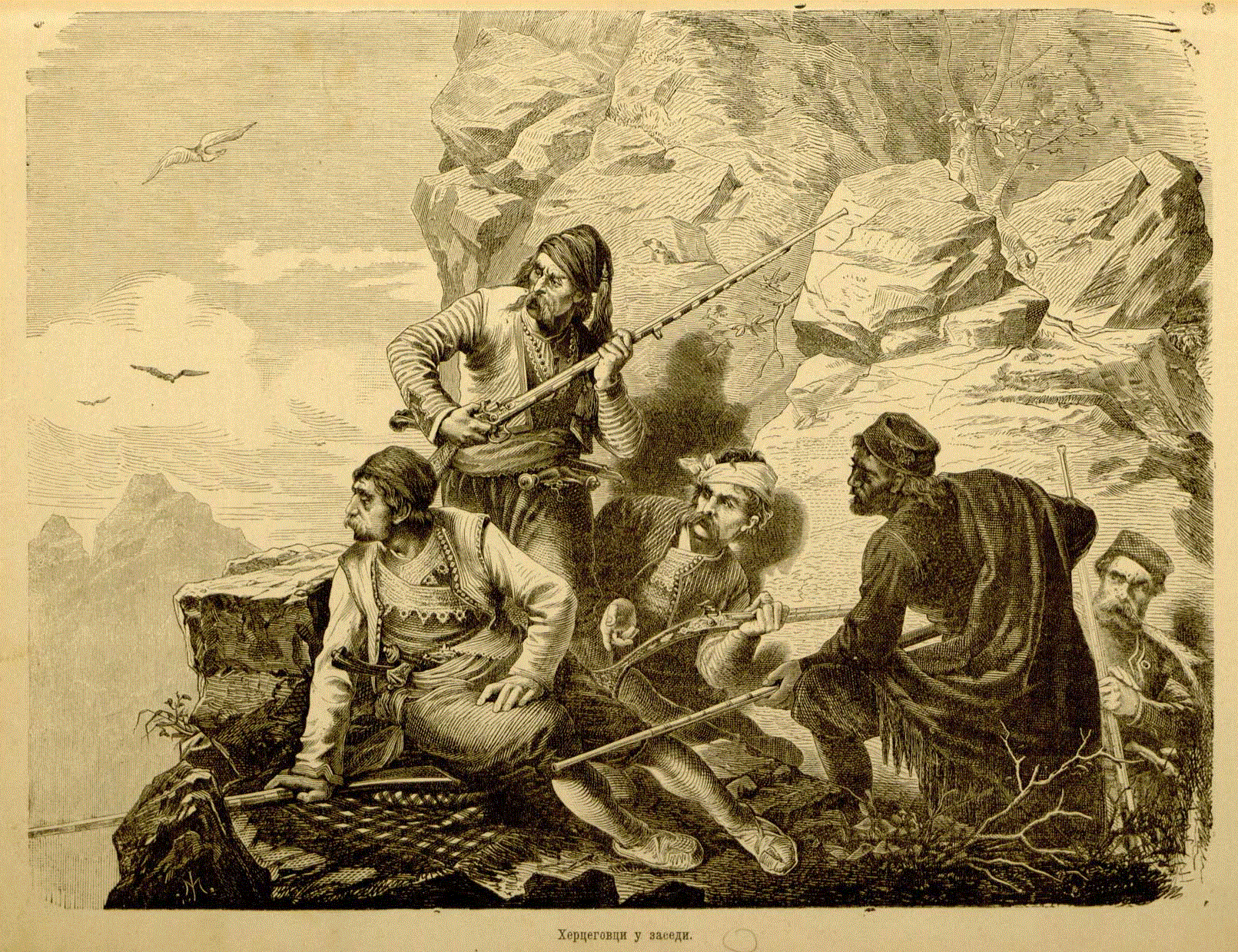
Powstańcy hercegowińscy (1875–1878)

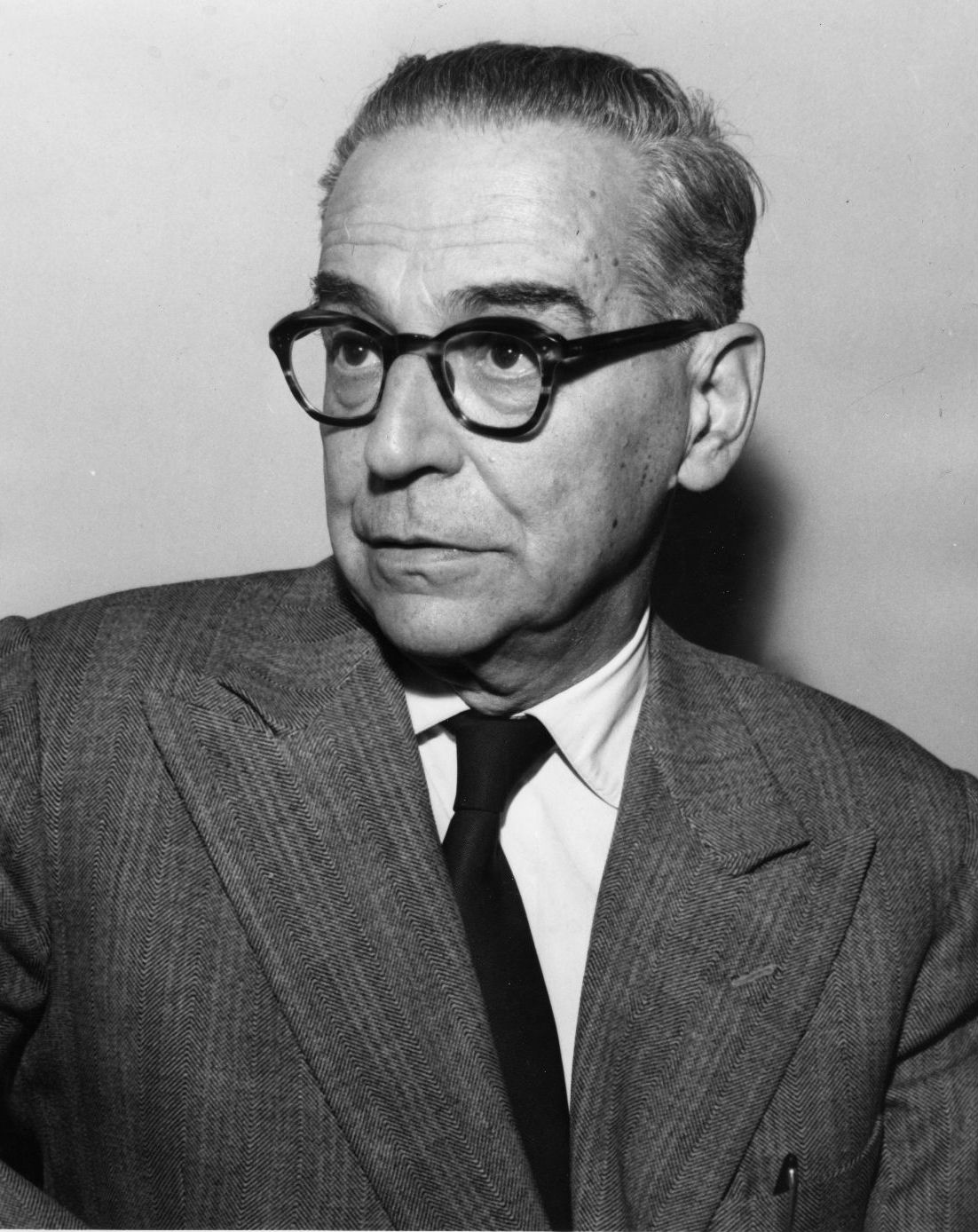
Ivo Andrić, laureat Nagrody Nobla w dziedzinie literatury w 1961 roku

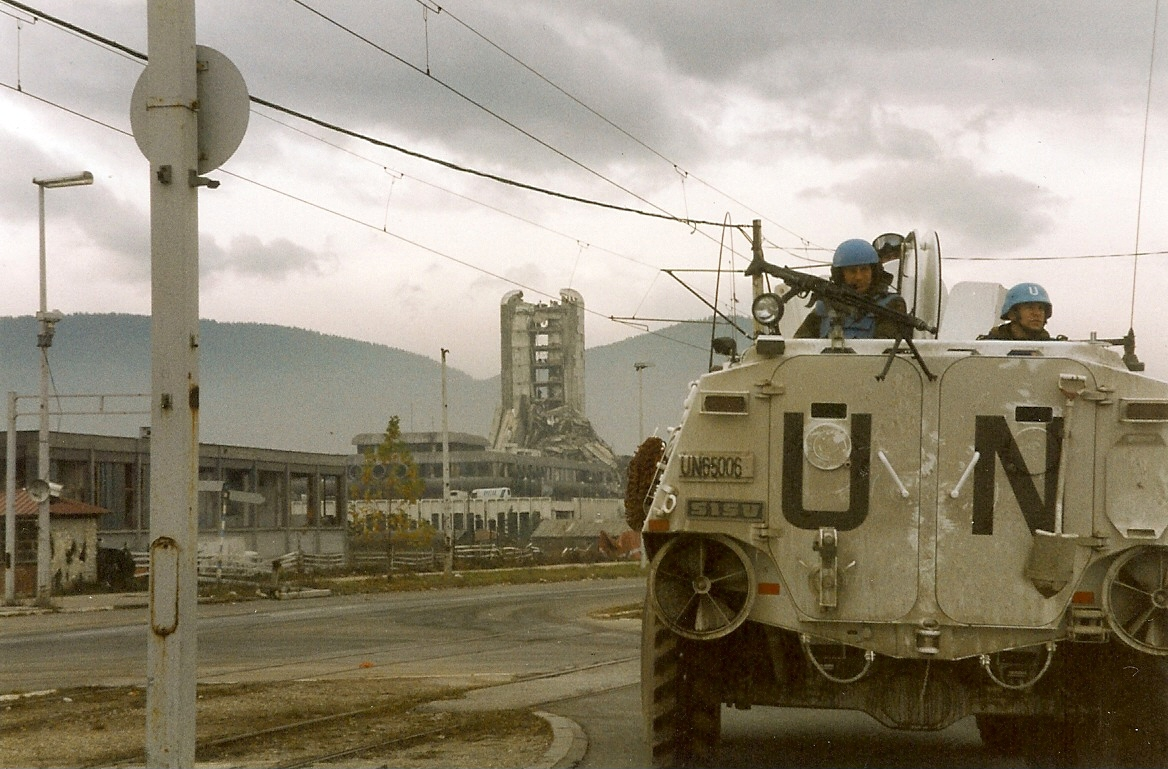
Wojska ONZ w Sarajewie (Aleja Snajperów, 1995)

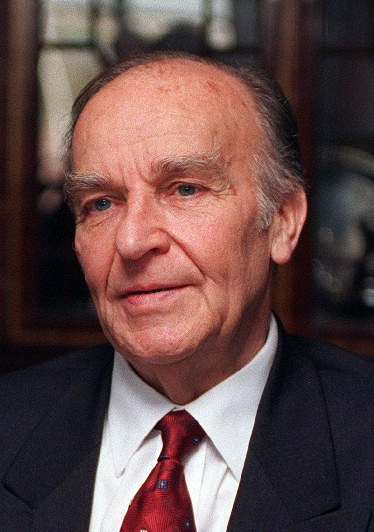
Alija Izetbegović, prezydent Republiki Bośni i Hercegowiny (1990–1996)

Kalendarium historii Bośni i Hercegowiny – uporządkowany chronologicznie, począwszy od czasów najdawniejszych aż do współczesności, wykaz dat i wydarzeń z historii Bośni i Hercegowiny.

## Czasy najdawniejsze
- starożytność – obszar Bośni był zamieszkiwany przez plemiona Ilirów, Traków i Celtów[1]
- 168–167 p.n.e. – podbój Ilirii przez Rzymian, którzy utworzyli na tym terenie prowincję Illyricum[2]
- 6–9 n.e. – powstanie w Panonii; po stłumieniu powstania obszar współczesnej Bośni i Hercegowiny został włączony przez Rzymian do prowincji Dalmacja (Dalmatia)[1][2]
- VII w. – tereny należące dzisiaj do Bośni i Hercegowiny zasiedlili Słowianie[1]
- X w. – Bośnia stała się samodzielną jednostka polityczną, rządzoną przez własnych banów[1]
- XI w. – Bośnia znalazła się pod kontrolą Bizancjum, a następnie Serbii[1]
- XII w. – w Bośni utrwaliły się wpływy Węgier.
- 1238/1239 – pierwsza wzmianka o osadzie Vrhbosna (na miejscu współczesnego Sarajewa)[3]
- koniec XIV w. – Bośnia przejściowo zdobyła niepodległość[1]
- 1377–1391 – panowanie pierwszego króla bośniackiego, Tvrtka I z dynastii Kotromanowiczów[4]
- I poł. XV w. – rozpad Bośni na mniejsze księstwa feudalne, uznających zwierzchnictwo Węgier[1]
- 1448 – wyodrębniła się Hercegowina[1]

## Podbój i rządy Turków
- 1462 – wakf Isa-bega Ishakovicia – założenie Sarajewa[3][5]
- 1463 – Turcy osmańscy podbili Bośnię[1]
- 1482 – Turcy osmańscy podbili Hercegowinę[1]
- 1875–1878 – w Hercegowinie wybuchło powstanie przeciwko Turkom i begom (szlachcie bośniackiej wyznającej islam), które w roku następnym objęło także Bośnię; okrucieństwo wojsk tureckich wobec miejscowej ludności przyczyniło się do interwencji Rosji i wybuchu wojny rosyjsko-tureckiej (1877–1878)[1]
- 13 lipca 1878 – w wyniku postanowień kongresu berlińskiego Austro-Węgry rozpoczęły okupację Bośni i Hercegowiny – południowy skrawek Hercegowiny przyłączono do Czarnogóry[1][6]

## Rządy Austro-Węgier
- 7 października 1908 – Austro-Węgry oficjalnie anektowały Bośnię i Hercegowinę[1][6]
- 28 czerwca 1914 – w Sarajewie doszło do zamachu, w którym zginął austro-węgierski następca tronu arcyksiążę Franciszek Ferdynand – zamach stał się bezpośrednią przyczyną wybuchu I wojny światowej[1]
- 28–29 czerwca 1914 – zajścia antyserbskie w Sarajewie
- 1 grudnia 1918 – Bośnia i Hercegowina weszła w skład nowo powstałego Królestwa Serbów, Chorwatów i Słoweńców (od 1929 Jugosławii)[1][6]

## Bośnia i Hercegowina w Jugosławii
- 10 kwietnia 1941 – Niezależne Państwo Chorwackie zajęło Bośnię i Hercegowinę[6]
- 1945 – oddziały Josipa Broz Tito oswobodziły Bośnię i Hercegowinę, która jako republika związkowa weszła w skład komunistycznej Jugosławii[1]
- od 1980 – w Bośni i Hercegowinie nastąpił wzrost nacjonalizmu islamskiego[7]
- 7–19 lutego 1984 – w Sarajewie odbyły się Zimowe Igrzyska Olimpijskie[8]
- 1989–1990 – pogorszyły się stosunki pomiędzy Muzułmanami i Serbami[7]
- czerwiec-lipiec 1990 – odbyły się wybory parlamentarne, które wygrały partie narodowe[7]
- sierpień 1991 – prezydent Alija Izetbegović wyraził przypuszczenie, że Serbowie dążą do podziału Bośni i Hercegowiny pomiędzy Serbię i Chorwację oraz do utworzenia buforowego państwa muzułmańskiego[7]
- październik 1991 – parlament republiki proklamował niepodległość[1]
- listopad 1991 – sprzeciwiający się proklamacji niepodległości bośniaccy Serbowie przeprowadzili referendum potwierdzające pozostanie w jugosłowiańskiej federacji[7]
- grudzień 1991 – Serbowie zajęli tereny przygraniczne Bośni i Hercegowiny[7]
- styczeń 1991 – parlament próbował uzyskać uznanie niepodległość przez EWG[7]
- 1 marca 1992 – w referendum chorwacko-muzułmańska część społeczeństwa opowiedziała się za proklamowaniem niepodległości[1]
- 3 marca 1992 – Bośnia i Hercegowina oficjalnie proklamowała niepodległość – nowo powstały kraj przyjął oficjalną nazwę Republika Bośni i Hercegowiny[6]
- marzec 1992 – pomiędzy Serbami a Muzułmanami i Chorwatami wybuchła wojna o podział Bośni i Hercegowiny[1]

## Wojna w Bośni i Hercegowinie
- kwiecień 1992 – USA i EWG uznały niepodległość Republiki Bośni i Hercegowiny[1]
- maj 1992 – Republika Bośni i Hercegowiny została członkiem ONZ[7]
- czerwiec 1992 – wojska ONZ przybyły do oblężonego Sarajewa[7]
- sierpień 1992 – do opinii publicznej trafiły informacje o warunkach, jakie panują w obozach internowania dla Bośniaków[9]
- październik 1992 – ONZ wprowadziło zakaz lotów dla lotnictwa wojskowego na terenie Republiki Bośni i Hercegowiny[7]
- 16 kwietnia 1993 – Rada Bezpieczeństwa ONZ przyjęła rezolucję nr 819, na mocy której powstało sześć „stref bezpieczeństwa”, znajdujących się pod ochroną ONZ[9]
- 1993 – niepowodzenie planu pokojowego ONZ[7]
- luty 1994 – Serbowie zakończyli oblężenie Sarajewa w następstwie ultimatum przedłożonego przez ONZ[7]
- kwiecień 1994 – Serbowie napadli na Goražde[7]
- lipiec 1994 – Jugosławia wprowadziła blokadę graniczną skierowaną przeciwko bośniackim Serbom, którzy odrzucili plan pokojowy[7]
- grudzień 1994 – Jimmy Carter wynegocjował czteromiesięczne zawieszenie broni[7]
- kwiecień 1995 – wznowiono działania wojenne[7]
- 12–16 lipca 1995 – oddziały Serbów bośniackich dokonały masakry kilku tysięcy mężczyzn i chłopców w Srebrenicy[9]
- sierpień 1995 – Chorwaci powstrzymali atak Serbów na Bihać[7]
- 21 listopada 1995 – w Dayton podpisano porozumienie pomiędzy przywódców stron konfliktu[10]

## Czasy najnowsze
- 1995–1996 – siły IFOR pod dowództwem NATO przejęły kontrolę nad przestrzeganiem porozumienia pokojowego; po IFOR kontrolę objęły siły SFOR[1]
- 5 października 1996 – zmieniono nazwę państwa na Bośnię i Hercegowinę[6]
- 12–13 kwietnia 1997 – odbyła się podróż apostolska Jana Pawła II do Bośni i Hercegowiny[11][czy to ważne?]
- 22 czerwca 2003 – odbyła się druga podróż apostolska Jana Pawła II do Bośni i Hercegowiny[12][czy to ważne?]
- grudzień 2004 – siły EUFOR przejęły kontrolę nad przestrzeganiem układu z Dayton[1]
- 3 lutego 2014 – w mieście Tuzla wybuchły zamieszki, które wkrótce objęły cały kraj[13]